# Скидельское восстание
Скидельское восстание (17—20 сентября 1939 года), вооруженное выступление населения Западной Белоруссии против польских властей на территории Скидельской гмины (ныне Гродненский район, Гродненская область, Республика Беларусь) во время Польского похода РККА в начале Второй мировой войны.

## Ход событий
Выступление началось 17 сентября в Скиделе под руководством революционного комитета во главе с членами бывшей КПЗБ М. Литвина, Г. Шагуна, А. Мозолевского и др. Были захвачены отделение полиции, магистрат, электростанция, почта, имение князя Четвертинского.
Повстанцы разоружили польскую военную часть и полицию в соседней деревне Сикорица, взяли под контроль железнодорожную станцию, мост через Котору, захватили власть в Лунне, Лауне, в других деревнях. При этом было убито несколько польских офицеров и несколько повстанцев.
«…Когда 17 сентября в деревнях услышали по радио весть об освободительном походе Красной Армии в Западную Белоруссию, бывшие члены КПЗБ, комсомольцы, революционный крестьянский актив направились в Скидель. Пришел в Скидель в этот день и я. На квартире у Моисея Лайта встретились подпольщики Борис Олех, Михаил Литвин и другие. Решили подготовить флаги, организовать народ, чтобы торжественно встретить Красную Армию. С улицы донесся крик: „Бьют полицию!“ Мы выбежали из квартиры и направились на площадь. Там, оказывается, Иосиф Лапицкий и Михаил Сорока отобрали карабин у полицейского Лося. Кто-то бросил клич: „Разоружить полицию!“ На площади быстро увеличилась и шумела толпа. Сюда же из Головичей во главе с бывшим членом КПЗБ Михаилом Пиком прибыло около 20 вооруженных крестьян», — вспоминал в 1957 году активный участник восстания Георгий Шагун.
18 сентября на подавление восстания польские власти бросили большие силы. Из Мостов был отправлен эшелон солдат и полиции, но повстанцы успели разобрать рельсы в окрестностях Скиделя и вынудить военных сдаться. Также прибывающие из Озер грузовики с польскими солдатами попали в засаду. Таким образом, первая попытка властей стремительно подавить восстание провалилась.
19 сентября из Гродно в Скидель был направлен эскадрон польских уланов при поддержке пехоты. При поддержке местного польского актива город был взят. Солдаты беспорядочно метали гранаты и практически полностью сожгли жилые дома в центре города. 31 повстанец были жестоко казнены, 70 человек были арестованы и ожидали расстрела. Каратели применяли к пленным повстанцам пытки, вырезали им красные звёзды на груди, выкалывали глаза и отрезали уши.
«Во время подавления восстания карателями были зверски убиты 29 партизан, причем сам факт убийства сопровождался безпримерными издевательствами, в частности: партизанам выкалывали глаза, вскрывали жилы, вырывали языки, ломали конечности, рубили на мелкие части, так, например, был зверски замучен один из руководителей восстания комсомолец Почимок Лазар и др. При зверской расправе с партизаном Коток (вырвали язык, выкололи глаза и рубили по частям) каратели под угрозой смерти заставили жену последнего быть очевидцем этой расправы. Около 200 человек было положено карателями лицом вниз на землю, причем лежавших заставляли ее целовать заявляя: „целуйте жиды, коммунисты польскую землю она никогда не будет вашей“. Били оружием по голове и топтали ногами. Дома в которых проживали восставшие каратели обливали керосином и поджигали, также бросая в направлении окон и дверей гранаты», — сообщал об итогах предварительного расследования 14 июня 1940 года первому секретарю ЦК КП(б)Б П.Пономаренко заместитель прокурора БССР Гинцбург.
Белорусский историк Николай Малишевский при реконструкции событий сообщил о 26 расстрелянных повстанцах, около сотни были изувеченных и избитых, около 200 ожидавших расправы. Карателей остановил летучий отряд Красной Армии — два броневика и два танка под командованием капитана Чернявского.
«С утра 19 сентября из танковых батальонов 100-й и 2-й стрелковых дивизий и бронероты разведбатальона 2-й дивизии была сформирована моторизованная группа под командованием комбрига Розанова… В 7 часов 20 сентября ей была поставлена задача наступать на Гродно. Продвигаясь к городу, мотогруппа у Скиделя столкнулась с польским отрядом (около 200 человек), подавлявшим антипольское выступление местного населения. В этом карательном рейде были убиты 17 местных жителей, из них 2 подростка 13 и 16 лет. Развернувшись, мотогруппа атаковала противника в Скиделе с обоих флангов. Надеясь остановить танки, поляки подожгли мост, но советские танкисты направили машины через огонь и успели проскочить по горящему мосту, рухнувшему после прохода танков, на другой берег реки Скидель», — говорилось в красноармейском донесении.
В ночь на 20 сентября к Скиделю подошли части РККА, предотвратив дальнейшую расправу. Польские военные и жандармы капитулировали.

## Итоги и последствия
Новости о Скидельском восстании быстро распространялись по окрестностям, что привело к панике среди польской администрации и жандармерии, которая массово покидала свои посты, опасаясь расправы. Кроме того, к Скиделю были стянуты наиболее боеспособные части польской армии, что способствовало занятию частями РККА подходов к Гродно уже к вечеру 19 сентября 1939 года.
15 активных участников подавления Скидельского восстания были арестованы НКВД и казнены в октябре 1939 года.
Выжившие повстанцы приняли участие в установлении Советской власти и Великой Отечественной войне.